# Schulterherein

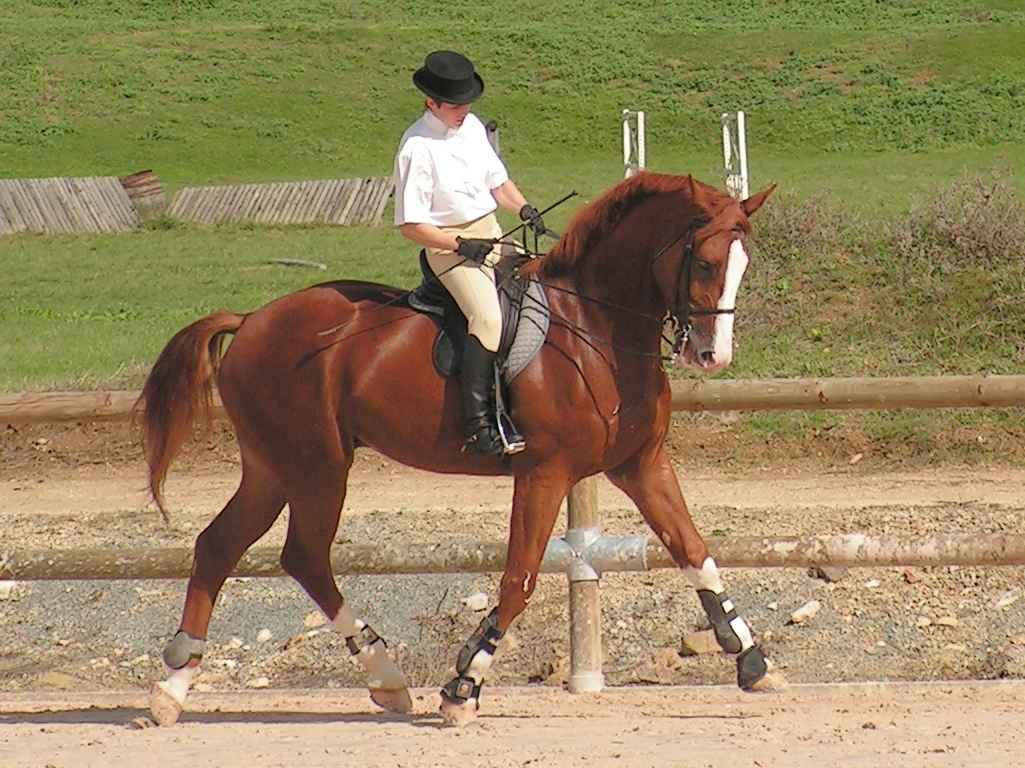
Schulterherein, aus dieser Perspektive allerdings nicht gut erkennbar

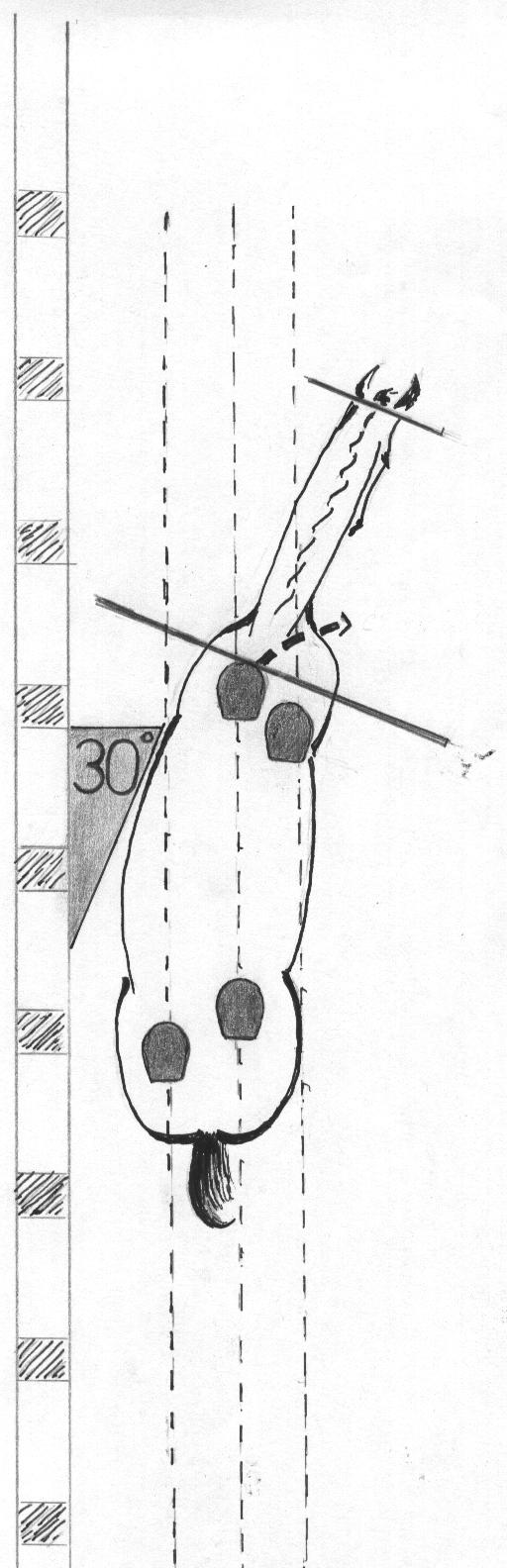
Abstellung und Hufschlaglinien beim Schulterherein

Das Schulterherein (engl. shoulder-in, frz. épaule-en-dedans) gilt in der klassischen Reitkunst als eine der Schlüssellektionen. In den Richtlinien heißt es dazu:

„Das Schulterherein ist die grundlegende Lektion der weiterführenden dressurmäßigen Ausbildung, da sich in dieser Übung viele Eigenschaften des richtig gerittenen Pferdes widerspiegeln.“

Bei diesem Seitengang wird die Durchlässigkeit überprüft, also inwieweit das Pferd auf die Hilfen reagiert. Alle anderen Seitengänge sind „Ergebnis und Vervollkommnung des Schulterherein“.

## Durchführung
Die Hinterhand bleibt auf dem Hufschlag, die Vorhand wird in die Bahn hineingeführt, bis der äußere Vorfuß und der innere Hinterfuß aufeinander eingespurt sind, so dass das Pferd auf drei Hufschlaglinien geht. Im Genick ist das Pferd leicht gestellt, aber der Hals bleibt – wie man auch der Zeichnung entnehmen kann – fast gerade, und die einzige Biegung erfolgt in den Rippen. Dadurch ergibt sich ein Abstellungswinkel vom Hufschlag von etwa 30°. Der innere vorwärts-seitwärts treibende Schenkel liegt am Gurt und sorgt für die Rippenbiegung sowie die vermehrte Aktivierung des inneren Hinterfußes. Der äußere verwahrende Schenkel verhindert das Ausfallen des äußeren Hinterfußes. Die Hinterfüße spuren parallel, während die Vorderfüße kreuzen.
Die Gewichtsverteilung des Reiters erfolgt durch seinen Sitz, wobei in der deutschen Schule „innen“ mehr Gewicht liegen soll, in der iberischen und französischen Schule hingegen „außen“. Abstellung und Versammlung des Pferdes werden in erster Linie durch den äußeren Zügel und den inneren Schenkel beeinflusst. Der äußere Zügel führt das Pferd außerdem in die gewünschte Richtung und verhindert eine zu große Abstellung oder ein Ausfallen über die äußere Schulter.
Schulterherein dient der Gymnastizierung der Hinterhandmuskulatur und fördert damit das Vermögen des Pferds, sein Gewicht vermehrt mit den Hinterbeinen tragen zu können. Es kann auf geraden und gebogenen Linien geritten werden, wobei entsprechend der gymnastischen Zielsetzung darauf zu achten ist, dass das „innere“ Hinterbein unter den Rumpf tretend Last aufnimmt und nicht das Pferd versucht, sein Gewicht vermehrt mit dem äußeren Vorderbein zu tragen (das sogenannte Fallen auf die äußere Schulter, spürbar an einem Absinken des Vorderbeins bei seinem Aufsetzen).
Ist die „seitliche Durchlässigkeit auf eine hohe Stufe gebracht“, bietet sich der „Galopp im Schulterherein“ an, um die „Biegsamkeit und Geschmeidigkeit des ganzen Pferdes und besonders der federartigen Tätigkeit des inneren Hinterbeines“ zu fördern.

## Konkurrierende Schulen
Während in der Reitlehre der Deutschen Reiterlichen Vereinigung (FN) das Schulterherein erst ab Lektionen der Schwierigkeitsstufe M abgefragt wird, wird es in der klassischen Reitlehre schon sehr früh in der Ausbildung eingesetzt. Es hat sowohl eine versammelnde als auch eine lösende Wirkung. Betrachtet man ein Pferd im Schulterherein von vorn oder hinten, so sieht man es gebogen auf mehreren Hufschlägen gehen; die Deutsche Reitlehre verlangt wie gesagt drei (d. h. die mittleren, diagonalen Beinpaare decken sich optisch), andere Reittraditionen, wie etwa die der Wiener Spanische Hofreitschule, führen diese Lektion auch auf vier Hufspuren (= zwei Hufschläge) aus.

## Historischer Hintergrund
Die Einführung des Schulterherein in die Reitlehre wird François Robichon de la Guérinière (1688–1751) zugeschrieben, der diese Lektion für eine der wichtigsten Übungen hielt. Nach Seunig ist Guérinières größtes Verdienst, „dass er die grundlegende Bedeutung der Durchlässigkeit überhaupt und in der Längsbiegung im Besonderen ganz klar erkannt und in ein System gebracht hat (Schulterherein)“. Manche ziehen die Linie der Einführung auch bis William Cavendish, 1. Herzog von Newcastle (1592–1676), der wiederum auf Antoine de Pluvinel (1555–1620) fußt. Das Schulterherein kann, bevor es unter dem Reiter trainiert wird, dem Pferd erst einmal an der Hand beigebracht werden.